# Frankenhofen (Weiltingen)

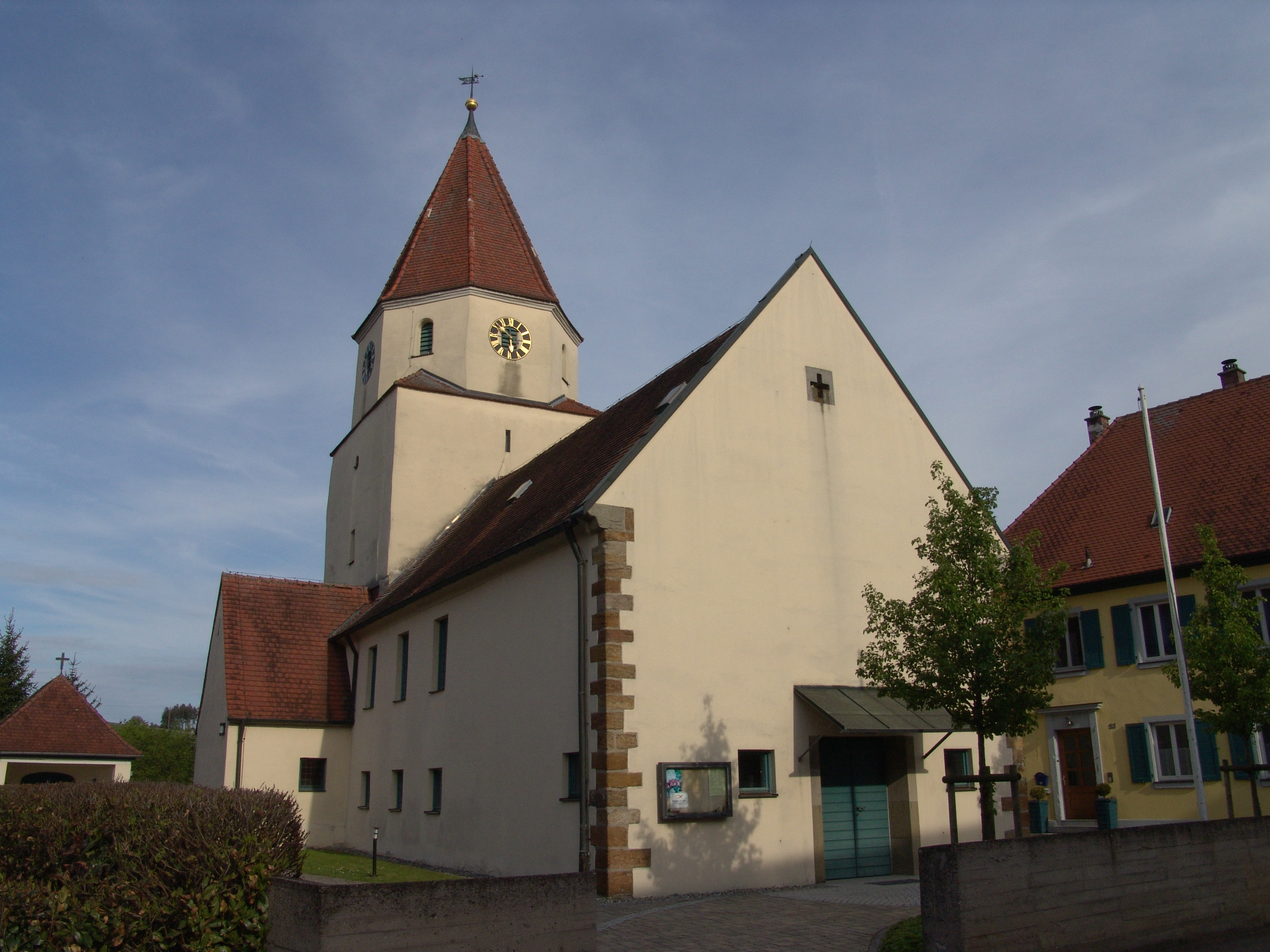
St. Bartholomäus

Frankenhofen ist ein Gemeindeteil des Marktes Weiltingen im Landkreis Ansbach (Mittelfranken, Bayern). Die Gemarkung Frankenhofen hat eine Fläche von 8,813 km². Sie ist in 764 Flurstücke aufgeteilt, die eine durchschnittliche Fläche von 11.535,81 m² haben. In ihr liegt neben dem namensgebenden Ort der Gemeindeteil Ruffenhofen.

## Geographie
Das Pfarrdorf liegt am Helmleinswiesgraben (im Unterlauf Schellengraben genannt), der ein rechter Zufluss in die Wörnitz ist. Der Ort ist von Acker- und Grünland mit vereinzeltem Baumbestand umgeben. Im Westen wird die Flur Lindenbuck und Roßkopf (483 m ü. NHN) genannt, im Nordosten Hängender Berg (472 m ü. NHN), im Osten Weitfeld und Schellenbuck. 1 km südöstlich im Irsinger Wald erhebt sich der Königsberg (514 m ü. NHN).
Die Kreisstraße AN 47 führt nach Weiltingen zur Staatsstraße 2385 (1,6 km nordwestlich) bzw. nach Himmerstall (2 km südöstlich). Gemeindeverbindungsstraßen führen nach Irsingen (1,6 km nordöstlich), nach Ruffenhofen zur St 2385 (1,4 km nördlich) und nach Seglohe (4,2 km südlich).

## Geschichte
Die Fraisch über Frankenhofen war umstritten. Sie wurde sowohl vom ansbachischen Oberamt Wassertrüdingen als auch vom oettingen-spielbergischen Oberamt Aufkirchen beansprucht. Die Reichsstadt Dinkelsbühl wollte sie auf ihren Gütern geltend machen. Gegen Ende des 18. Jahrhunderts gab es in Frankenhofen 56 Anwesen. Außerdem gab es eine Kirche, ein Pfarrhaus und ein Schul- und ein Gemeindehirtenhaus. Grundherren waren
- das Kastenamt Wassertrüdingen (1 Gütlein, 3 Häuser, 1 Haus mit Brau- und Branntweinrecht, 1 Halbhaus)
- das Fürstentum Oettingen-Spielberg (11 Anwesen; Oberamt Aufkirchen: 1 Mühle, 6 Sölden, 1 Häuslein, 2 Halbhäuslein; das katholische Oberamt Aufkirchen: 1 Sölde)
- das württembergische Oberamt Weiltingen (32 Anwesen; 1 Wirtschaft, 1 Widemhof, 3 Höfe, 4 Köblergüter, 21 Söldengüter, 2 halbe Söldengüter)
- die Reichsstadt Dinkelsbühl (Dreikönigspflege: 1 Köblergut; Spital: 2 Höfe, 1 Söldengut)
- der Deutsche Orden (Obervogtamt Oettingen: 1 Hof)
- Freieigen (1 halbes Haus, 1 Haus).

Die Dorf- und Gemeindeherrschaft wurde ganerblich von den Grundherren übernommen.
Mit dem Gemeindeedikt (frühes 19. Jahrhundert) wurde der Steuerdistrikt und die Ruralgemeinde Frankenhofen gegründet, zu der Ruffenhofen gehörte. Sie war in Verwaltung und Gerichtsbarkeit dem Untergericht Aufkirchen zugeordnet, ab 1820 dem Herrschaftsgericht Mönchsroth und ab 1831 dem Landgericht Dinkelsbühl. Die Gemeinde hatte 1964 eine Gebietsfläche von 8,745 km². Im Zuge der Gebietsreform in Bayern wurde diese am 1. Mai 1978 in den Markt Weiltingen eingemeindet.

## Einwohnerentwicklung
Gemeinde Frankenhofen
| Jahr      | 1818   | 1840   | 1852   | 1855   | 1861   | 1867   | 1871   | 1875   | 1880   | 1885   | 1890   | 1895   | 1900   | 1905   | 1910   | 1919   | 1925   | 1933   | 1939   | 1946   | 1950   | 1952   | 1961   | 1970   |
| Einwohner | 387    | 411    | 426    | 420    | 408    | 401    | 419    | 407    | 444    | 454    | 458    | 442    | 408    | 417    | 430    | 417    | 407    | 386    | 383    | 584    | 543    | 489    | 421    | 389    |
| Häuser    | 79     | 86     |        |        |        |        | 92     |        |        | 88     | 91     |        | 88     |        |        |        | 93     |        |        |        | 89     |        | 87     |        |
| Quelle    | [ 15 ] | [ 16 ] | [ 17 ] | [ 17 ] | [ 18 ] | [ 19 ] | [ 20 ] | [ 21 ] | [ 22 ] | [ 23 ] | [ 24 ] | [ 17 ] | [ 25 ] | [ 17 ] | [ 26 ] | [ 17 ] | [ 27 ] | [ 17 ] | [ 17 ] | [ 17 ] | [ 28 ] | [ 17 ] | [ 11 ] | [ 29 ] |

Ort Frankenhofen
| Jahr      | 001818 | 001840 | 001861 | 001871 | 001885 | 001900 | 001925 | 001950 | 001961 | 001970 | 001987 | 002006 | 002016 |
| Einwohner | 296    | 318    | 292    | 326    | 350    | 311    | 301    | 426    | 329    | 301    | 267    | *259   | *240   |
| Häuser    | 61     | 67     |        |        | 70     | 70     | 74     | 71     | 69     |        | 60     |        |        |
| Quelle    | [ 15 ] | [ 16 ] | [ 18 ] | [ 20 ] | [ 23 ] | [ 25 ] | [ 27 ] | [ 28 ] | [ 11 ] | [ 29 ] | [ 30 ] | [ 1 ]  | [ 1 ]  |

## Baudenkmäler
In Frankenhofen gibt es drei Baudenkmäler:
- Haus Nr. 49/53: Friedhof, Anlage wohl 20. Jahrhundert, mit Grabsteinen.
- Haus Nr. 51: Evangelisch-lutherische Pfarrkirche St. Bartholomäus, Chorturmkirche wohl des späten 14. Jahrhunderts, Veränderungen 1802 und 1965; mit Ausstattung.
- Haus Nr. 53: Pfarrhaus, zweigeschossiger, massiver Walmdachbau, Anfang 19. Jahrhundert; ehemalige Pfarrscheune, Massivbau mit Halbwalmdach, 2. Hälfte 19. Jahrhundert

## Bodendenkmäler
In der Gemarkung Frankenhofen gibt es acht Bodendenkmäler.

## Religion
Der Ort ist Sitz der Pfarrei St. Bartholomäus und ist seit der Reformation evangelisch-lutherisch geprägt. Die Katholiken sind nach St. Margareta (Wilburgstetten) gepfarrt.